# Stade Raoul-Barrière
Stade de la Méditerranée
Le stade Raoul-Barrière, anciennement stade de la Méditerranée, est le principal stade de la ville Béziers. Situé sur l'avenue des olympiades, au sud-est de la ville, il est surtout utilisé par le club de rugby à XV local de l'AS Béziers Hérault, principal club résident. Durant la saison 2018-2019 de Ligue 2, il accueille également les matchs de l'équipe de football de l'Avenir sportif Béziers.

## Historique et présentation
Le stade est construit en 1989 sous l'impulsion du maire Georges Fontès en vue de l'organisation des Jeux méditerranéens 1993, ressemble à un immense coquillage ou à un ballon de rugby. Il remplace alors le vieux stade de Sauclières qui fut l'antre du "Grand Béziers", club de rugby titré champion de France à 11 reprises entre 1961 et 1984.
La stèle Pierre Lacans qui était aux abords de Sauclières, a été déplacée en 2009 du côté de la tribune de face. Au pied de la Tribune d'Honneur se trouve une statue de Armand Vaquerin brandissant le bouclier de Brennus qu'il a gagné à 10 reprises. A quelques mètres de là, en 2015, a été installée une stèle avec les noms gravés de tous les joueurs champions de France avec l'AS Béziers Hérault entre 1961 et 1984.
Aux abords du stade existent 2 terrains d'entrainement, le club house et les locaux de l'école de rugby. Le Département de l'Hérault, propriétaire du centre de formation de l'ASBH, prévoit un projet d'agrandissement de 12 à 29 chambres.
En 1999, ce stade a accueilli deux matchs de coupe du monde de rugby à XV, dont un de l'équipe de France face au Canada.
La capacité initiale de 22500[réf. nécessaire] places a été ramenée à 18 555 places assises, à la suite de la rénovation du stade en 2005 qui a vu l'apparition de loges, puis en 2006 d'une brasserie de 430 m2 dans la tribune d'honneur, avec une capacité de 280 places et une vue sur le terrain. En outre, le stade dispose de 4 salles de séminaires utilisées pour des salons professionnels et des conférences. Enfin en 2007, une bodéga ouverte les soirs de matchs sous la tribune de face est inaugurée.
En 2016 est installé sur le parking un parc de panneaux solaires photovoltaïques ayant une capacité de production de 4 300 kW.
En 2017 est installé un écran géant.
En 2018 sont entrepris des travaux de mise au norme afin d'accueillir des matchs de football professionnels à la suite de la promotion de l'équipe de foot de l'Avenir sportif Béziers en Ligue 2, tels qu'un parcage visiteurs, un vestiaire pour les arbitres et un système de vidéo-surveillance.
En mai 2019, le stade est renommé stade Raoul-Barrière en hommage à Raoul Barrière, l'entraîneur du Grand Béziers, deux mois après son décès. Preuve de l'émoi suscité par son décès, cette décision a été actée à l'unanimité par une délibération du conseil municipal du lundi 3 juin 2019. Dans le cadre de nouveaux travaux, une pelouse hybride (pelouse naturelle renforcée par des fibres synthétiques) est plantée et remplace le gazon naturel originel.
En 2021, la Ligue nationale de rugby désigne la pelouse du stade Raoul-Barrière comme la « plus belle pelouse des championnats » de Top 14 et de Pro D2 réunis, lui attribuant la note de 18,87 sur 20.
En 2023, la boutique officielle installée jusqu'alors en centre-ville est transférée à proximité de l'entrée principale.
En 2024 est inauguré le Campus de l'Association ASBH. Jouxtant le stade annexe et composé de 2 bâtiments, il intègre des salles de classe destinées aux élèves de sport-étude, une salle de musculation de 350 m², ainsi que le nouveau siège de l'Institut des Métiers du Sport Biterrois (ISMB).

## Événements

### Rugby à XV

#### Coupe du monde
| Année | Tour                 | Équipe 1 | Équipe 2 | Score | Affluence |
| ----- | -------------------- | -------- | -------- | ----- | --------- |
| 1991  | Phase finale-Poule D | France   | Roumanie | 30-3  | 20 000    |
| 1999  | Phase finale-Poule C | Fidji    | Namibie  | 67-18 | 13 500    |
| 1999  | Phase finale-Poule C | France   | Canada   | 33-20 | 19 000    |

Le Président de la République Jacques Chirac a honoré de sa présence la rencontre France-Canada, match d'ouverture pour l'Équipe de France dans cette compétition.

#### Championnat du monde des moins de 20 ans
World Rugby a désigné l'enceinte pour recevoir des matchs, dont la finale, lors de l'édition 2018 du Mondial de rugby des moins de 20 ans.
| Année | Tour   | Équipe 1   | Équipe 2       | Score | Affluence |
| ----- | ------ | ---------- | -------------- | ----- | --------- |
| 2018  | Finale | France -20 | Angleterre -20 | 33-25 | 18 555    |

#### Tournoi des Six Nations des moins de 20 ans
| Année | Tour       | Équipe 1   | Équipe 2       | Score | Affluence |
| ----- | ---------- | ---------- | -------------- | ----- | --------- |
| 2018  | 4e journée | France -20 | Angleterre -20 | 6-22  | 10 000    |
| 2024  | 3e journée | France -20 | Italie -20     | 20-23 | 14 157    |

#### Coupe d'Europe
| Année | Tour        | Équipe 1 | Équipe 2          | Score | Affluence |
| ----- | ----------- | -------- | ----------------- | ----- | --------- |
| 2002  | demi-finale | Munster  | Castres olympique | 25-17 | 20 000    |

| Année | Tour    | Équipe 1   | Équipe 2         | Score | Affluence |
| ----- | ------- | ---------- | ---------------- | ----- | --------- |
| 2002  | Poule 1 | AS Béziers | Neath RFC        | 21-16 | 6 000     |
| 2002  | Poule 1 | AS Béziers | Leicester Tigers | 12-24 | 8 000     |
| 2003  | Poule 1 | AS Béziers | Rugby Calvisano  | 16-19 | 800       |

#### Challenge européen
| Année | Tour   | Équipe 1            | Équipe 2          | Score | Affluence |
| ----- | ------ | ------------------- | ----------------- | ----- | --------- |
| 1997  | finale | CS Bourgoin-Jallieu | Castres olympique | 18-9  | 10 000    |

| Année | Tour                    | Équipe 1   | Équipe 2    | Score | Affluence |
| ----- | ----------------------- | ---------- | ----------- | ----- | --------- |
| 2004  | 1/8e de finale (aller)  | AS Béziers | FC Grenoble | 24-8  | 4 389     |
| 2004  | 1/4e de finale (retour) | AS Béziers | Bath Rugby  | 19-24 | 2 553     |

#### Championnat de France
Outre l'accueil des rencontres de championnat de l'AS Béziers à partir de 1990 (Top 16/Top 14 de 1990 à 2005, Pro D2 entre 2005 et 2009, Fédérale 1 entre 2009 et 2011 et enfin Pro D2 depuis 2011), l'enceinte est le théâtre de matchs de phases finales et de rencontres délocalisées.
| Année | Tour                       | Équipe 1              | Équipe 2            | Score | Affluence |
| ----- | -------------------------- | --------------------- | ------------------- | ----- | --------- |
| 1990  | demi-finale                | Racing Club de France | Stade toulousain    | 21-14 | 6 000     |
| 1992  | demi-finale                | Rugby club toulonnais | Castres olympique   | 17-15 | 18 000    |
| 1993  | demi-finale                | FC Grenoble           | SU Agen             | 21-15 | 14 000    |
| 1995  | demi-finale                | Stade toulousain      | CS Bourgoin-Jallieu | 16-10 | 18 000    |
| 1997  | demi-finale                | CS Bourgoin-Jallieu   | AS Montferrand      | 21-17 | 18 500    |
| 2000  | demi-finale                | Stade français Paris  | Stade toulousain    | 33-21 | 15 000    |
| 2001  | barrage de maintien        | Section paloise       | FC Grenoble         | 22-16 | 5 000     |
| 2010  | match délocalisé du Top 14 | Castres olympique     | Stade toulousain    | 22-16 | 17 000    |
| 2014  | match délocalisé du Top 14 | Stade français Paris  | Castres olympique   | 25-22 | 13 500    |
| 2024  | match délocalisé du Top 14 | Montpellier HR        | USA Perpignan       | 26-7  | 14 762    |
| 2025  | match délocalisé du Top 14 | Rugby club toulonnais | Montpellier HR      | 38-30 | 7 500     |
| 2025  | match délocalisé du Top 14 | Montpellier HR        | Castres olympique   | 21-17 | 5 981     |

#### Championnat de France de2edivision
| Année | Tour    | Équipe 1   | Équipe 2         | Score | Affluence |
| ----- | ------- | ---------- | ---------------- | ----- | --------- |
| 2024  | barrage | AS Béziers | CA Brive Corrèze | 33-31 | 15 761    |

En 2006, la rencontre AS Béziers - US Montauban a détenu le record d'affluence pour un match de saison de régulière de 2e division, avec 16 002 personnes. Cette saison-là, l'affluence moyenne s'est élevée à 6 039 spectateurs par match.
Le record d’affluence moyenne est battu durant la saison 2024-2025 avec 6 835 spectateurs par match.

#### Challenge Yves du Manoir
| Année | Tour         | Équipe 1    | Équipe 2           | Score | Affluence |
| ----- | ------------ | ----------- | ------------------ | ----- | --------- |
| 1991  | Finale       | RC Narbonne | CA Bègles Bordeaux | 13-12 | 10 700    |
| 1997  | Quart-finale | AS Béziers  | Stade toulousain   | 25-9  | 10 000    |

#### Championnat de France de1redivision fédérale
| Année | Tour                    | Équipe 1   | Équipe 2    | Score | Affluence |
| ----- | ----------------------- | ---------- | ----------- | ----- | --------- |
| 2011  | 1/4e de finale (retour) | AS Béziers | US Bressane | 35-19 | 6 126     |
| 2011  | 1/2e de finale (aller)  | AS Béziers | US Tyrosse  | 19-15 | 7 768     |

#### Championnat de France espoirs
| Année | Tour   | Équipe 1         | Équipe 2      | Score | Affluence |
| ----- | ------ | ---------------- | ------------- | ----- | --------- |
| 2021  | Finale | Stade toulousain | USA Perpignan | 29-22 | 3 000     |

### Rugby à XIII

#### Elite 1
| Année | Tour   | Équipe 1           | Équipe 2                 | Score | Affluence |
| ----- | ------ | ------------------ | ------------------------ | ----- | --------- |
| 2002  | finale | Villeneuve-sur-Lot | Union Treiziste Catalane | 17-0  | 8 200     |
| 2008  | finale | Lézignan           | Pia                      | 20-16 | 9 500     |

#### Super League
| Année | Tour             | Équipe 1         | Équipe 2 | Score | Affluence |
| ----- | ---------------- | ---------------- | -------- | ----- | --------- |
| 2009  | Match délocalisé | Dragons Catalans | Hull FC  | 18-6  | 9 800     |

#### Match international
| Année | Tour       | Équipe 1 | Équipe 2  | Score | Affluence |
| ----- | ---------- | -------- | --------- | ----- | --------- |
| 1994  | Test match | France   | Australie | 0-74  | 10 000    |

### Football

#### Ligue 2
À la fin de la saison de National 2017-2018, l'Avenir sportif Béziers est promu directement en Ligue 2. Le stade de Sauclières n'étant pas au norme pour accueillir des matchs de football professionnels, il est décidé que ceux-ci se joueront au stade de la Méditerranée pour la saison 2018-2019. La rencontre AS Béziers - RC Lens, qui devait initialement être le premier match de l'histoire du club en Ligue 2 à s'y tenir le 25 août 2018, a été reporté par la LFP en raison de l'impraticabilité de la pelouse. La mairie de Béziers a par la suite investi 200 000 euros pour la remplacer en octobre 2018.

#### Championnat National
Durant les travaux de rénovation du stade de Sauclières, l'enceinte accueille les matchs à domicile de l'AS Béziers lors de la saison 2015-2016. Le record d'affluence au cours de cette saison est réalisé par la rencontre AS Béziers - RC Strasbourg jouée devant 2 500 spectateurs (1-2).

#### Trophée des Champions
| Année | Tour   | Équipe 1  | Équipe 2 | Score | Affluence |
| ----- | ------ | --------- | -------- | ----- | --------- |
| 1997  | finale | AS Monaco | OGC Nice | 5-2   | 4 000     |

#### Coupe de France
| Année | Tour           | Équipe 1        | Équipe 2        | Score | Affluence |
| ----- | -------------- | --------------- | --------------- | ----- | --------- |
| 1994  | 1/8e de finale | FC Sète (Nat.1) | AJ Auxerre (D1) | 1-4   | 12 000    |

#### Coupe du monde 1998
Durant la Coupe du monde 1998, l'équipe du Cameroun choisit le stade de la Méditerranée comme camp d'entrainement.

### Concerts
- La première édition des Faenas Digitales (festival de musiques électroniques) a eu lieu en 2000 à la Tenda Occitana, salle de spectacle d'une structure démontable à proximité du stade. De 2001 à 2006, le festival a eu lieu au sein des Arènes de Béziers. Depuis 2007, les Faenas ont lieu dans la salle Zinga Zanga.

- Le stade a accueilli le concert de Johnny Hallyday le 8 juillet 2009 devant 30 000 personnes.

### Autres manifestations diverses
- La Communauté des Témoins de Jéhovah utilise régulièrement l'enceinte lors de ses rassemblements annuels (environ 10 000  pèlerins).

- Pétanque : La 68e édition des Championnats de France de Triplettes (2013) ont lieu dans cette enceinte.

- En 2015, en ouverture du match ASBH-USAP, le funambule Nathan Paulin a traversé la pelouse suspendu sur un câble reliant les tribunes de face et d'honneur.

- Un marché aux puces est organisé tous les dimanches sur le parking.

- Durant la gestion de la pandémie de Covid-19, un vaccinodrome est installé par l'ARS aux abords du stade.